# Arabizirani Berberi
Arabizirani Berberi, ime kojim se označava stanovništvo sjeverne Afrike berberskog porijekla koje govori arapskim jezikom. Do arabizacije Berbera doći će između VII i XVII stoljeća prodorima arapskih beduina. Sama arabizacija započinje prvim stadijem kontakta njihovim dolaskom u VII stoljeću. Drugi stadij započinje prodorom beduina u 11 stoljeću i treći između 15 i 17 stoljeća dolaskom izbjeglica iz Andaluzije. Drugi aspekt arabizacije Berbera je primanje islama. Dva ili 3 stoljeća nakon arapskih invazija oni su svi preobraćeni na islam.
Arabiziranih Berbera ima (prema UN Country Population; 2008) 31,663,000 naseljenih u 12 zemalja. Većina njih živi u saharskoj Africi, i to 23,799,000 u Alžiru, 4,060,000 u Maroku, 1,504,000 u Egiptu, 248,000 u Tunisu, 171,000 u Nigeru, 266,000 u Libiji, ali znatan dio ih je iseljen u europskim državama, a najviše u Francuskoj, 1,235,000.

## Vanjske poveznice
- Berber, Arabized of Algeria  Arhivirana inačica izvorne stranice od 27. lipnja 2008. (Wayback Machine)